# Стадион имени Долона Омурзакова
Стадион имени Долона Омурза́кова (кирг. Дөлөн Өмүрзаков атындагы башкы спорттук арена) — многофункциональный стадион, расположенный в столице Кыргызстана — Бишкеке. Является крупнейшим стадионом страны, который вмещает 23 000 зрителей. Является домашним стадионом для национальной сборной Кыргызстана по футболу и футбольного клуба «Дордой». На стадионе также иногда проводят свои домашние матчи различные футбольные клубы Бишкека и различные по возрасту сборные Кыргызстана.
Стадион назван в честь первого руководителя спортивного комитета Киргизской ССР, занимавшего этот пост более 30 лет, с начала 1950-х и до 1970-х годов, известного спортивного руководителя той эпохи — Долена Омурзакова.
Стадион первоначально назывался просто «Спартак» и был заложен в 1939 году; открылся в 1941 году. В советские годы на стадионе проводили свои домашние матчи бишкекские футбольные команды. Также на этом стадионе проводил свои домашние матчи самый известный футбольный клуб Кыргызстана — «Алга». В настоящее время данный клуб проводит свои домашние матчи в основном на стадионе «Динамо», который вмещает 10 000 зрителей.
Стадион первый раз был капитально реконструирован в 1963 году, а позднее в конце 1980-х и в начале 2000-х годов. Последний раз был реконструирован в 2024 году. Кроме футбольных матчей, на стадионе проводятся соревнования по другим видам спорта, различные государственные и городские праздники и мероприятия.